# 징발
징발(徵發)은 전쟁, 사변 때 군사상 목적에 따라 민간의 물자를 강제로 거두는 일이다. 전쟁, 사변 아닌 평시에도 군부대의 주둔지등을 민간으로부터 징발한다.

## 대한민국에서의 징발목적물

### 소모품인 동산
- 식량
- 식료품
- 음료수
- 의약품
- 건축용재 및 축성용재
- 화학용품
- 연료
- 통신용품
- 기타 군작전상 긴요한 소모성품

### 비소모품인 동산
- 선박, 항공기, 차량 기타의 수송기기 및 그 부속품
- 의료기기 및 그 부속품
- 인쇄기 및 그 부속품
- 통신기기 및 그 부속품
- 피복제조가공기기 및 그 부속품
- 건축기기 및 그 부속품
- 동물 기타 군작전상 긴요한 시설, 설비 등 비소모성품

### 부동산
- 토지
- 건물
- 공작물

### 권리
- 군작전상 긴요한 특허권 및 기타 대통령령으로 정하는 재산에 관한 권리.